# Senés de Alcubierre
Senés de Alcubierre es un municipio de la comarca de Los Monegros, en la provincia de Huesca, Aragón, España.
Se encuentra situado al norte de la sierra de Alcubierre, al sur de la provincia de Huesca, a una altitud de 390 m s. n. m. y cubre una superficie de 20,5 km².
Su población era de 60 habitantes según el censo de 2009.

## Demografía
Senés de Alcubierre cuenta con una población de 52 habitantes (INE 2024).
| Gráfica de evolución demográfica de Senés de Alcubierre entre 1842 y 2021                                           |
| |
| Población de derecho según los censos de población del INE Población de hecho según los censos de población del INE |

## Administración y política
| Período   | Alcalde                | Partido |  |
| --------- | ---------------------- | ------- |  |
| 1979-1983 | Jaime Prad Pascual     | UCD     |  |
| 1983-1987 |                        |         |  |
| 1987-1991 |                        |         |  |
| 1991-1995 |                        |         |  |
| 1995-1999 |                        |         |  |
| 1999-2003 |                        | PSOE    |  |
| 2003-2007 |                        | PSOE    |  |
| 2007-2011 |                        | PAR     |  |
| 2011-2015 | María Pilar Allué Otal | PAR     |  |
| 2015-2019 | María Pilar Allué Otal | PAR     |  |

| Partido político    | Partido político                                   | 2003   | 2007   | 2011   | 2015   |
| Partido político    | Partido político                                   | Ediles | Ediles | Ediles | Ediles |
|                     | Partido Aragonés (PAR)                             | —      | —      | 1      | 1      |
|                     | Partido de los Socialistas de Aragón (PSOE-Aragón) | 1      | 1      | 0      | 0      |
|                     | Partido Popular de Aragón (PP)                     | —      | —      | 0      | —      |
| Total de concejales | Total de concejales                                | 1      | 1      | 1      | 1      |

## Patrimonio cultural
- Iglesia parroquial de San Bartolomé, del siglo XVI, con modificaciones del siglo XVIII. La torre se asienta sobre el pórtico de acceso.
- La Casona: construcción típica de la zona, que alberga objetos y muebles de interés etnológico.

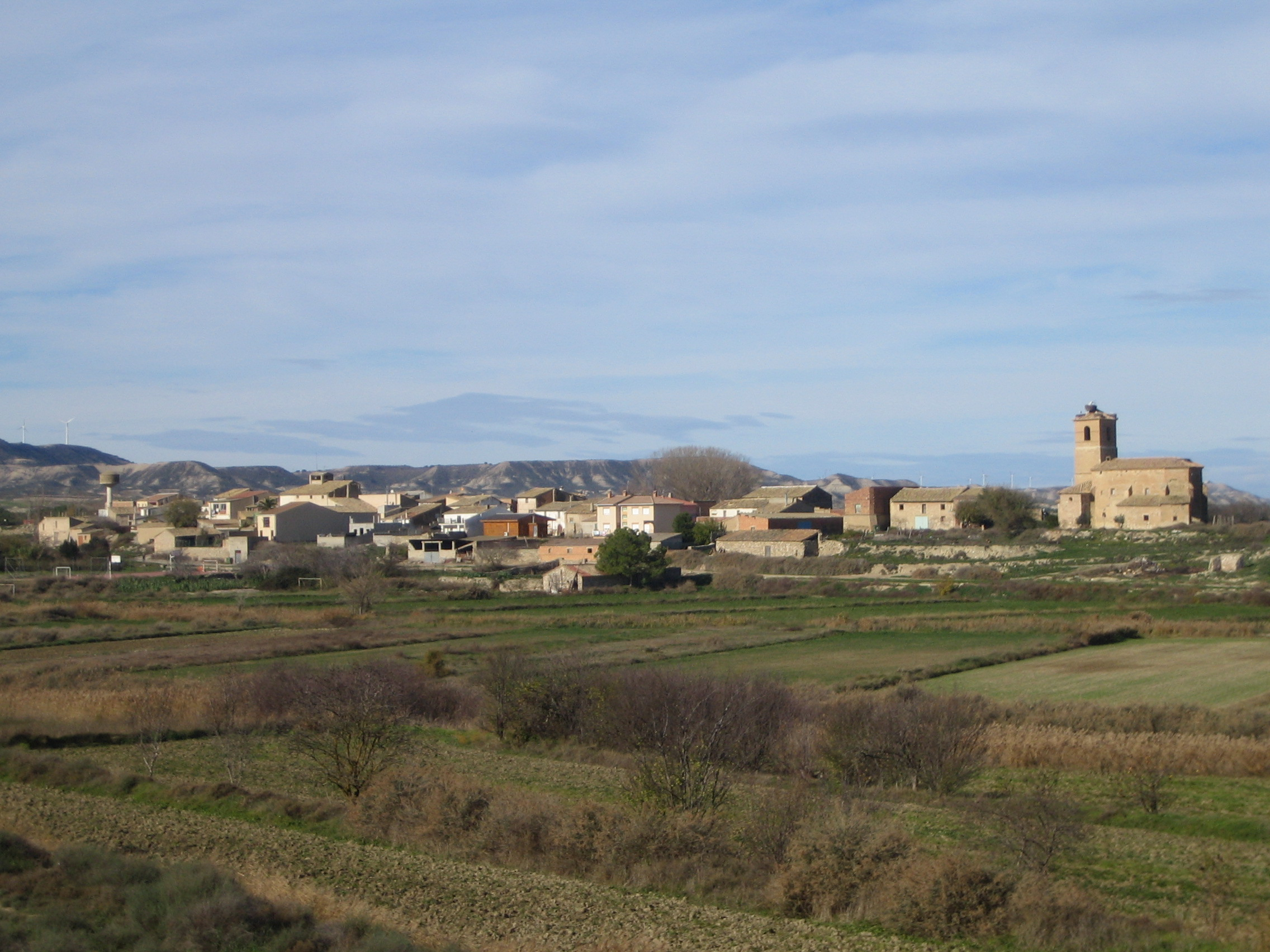
Senés de Alcubierre.

## Fiestas
Mayores, en honor de san Bartolomé, el 24 de agosto; menores, en honor de san Fabián, el 20 de enero.

## Información
- Ayuntamiento de Senés de Alcubierre. Teléfono: 974 392 014. Alcaldesa: María Pilar Allué Otal
- Ficha de la población